# ルンペンプロレタリアート
ルンペンプロレタリアート（独: Lumpenproletariat）とは、カール・マルクスが使用した用語で、プロレタリアート（労働者階級）のうち階級意識を持たず、そのため社会的に有用な生産をせず、階級闘争の役に立たず、更には無階級社会実現の障害となる層を指す呼称。略して「ルンプロ」ともいう。
ルンペンプロレタリアート（Lumpenproletariat）の用語は、「襤褸（ぼろ）、浮浪者、悪漢」などを意味する「ルンペン」（独: lumpen）と、労働者階級を意味する「プロレタリアート」（独: proletariat）より作られた。

## マルクスにおける評価
カール・マルクスは、『共産党宣言』（1848年）や『ルイ・ボナパルトのブリュメール18日』（1852年）において、無産階級や労働者階級の中でも革命意欲を失った極貧層を「ルンペンプロレタリアート」と定義した。中でも『ルイ・ボナパルトのブリュメール18日』でルイ・ボナパルト（後のナポレオン3世）の支持組織「12月10日会」の背景と構成を説明するくだりで、「ルンペンプロレタリアート」の「職業」を以下のように述べている。
ただしマルクスのルンペンプロレタリアートの定義は一定していない。最初にルンペンプロレタリアートを「最下層の腐敗物」と位置付けた頃のマルクスは、ルンペンプロレタリアートのイメージとしてジプシーを想定していたようである。ジプシーは芸能や占い、魔術などマルクスの毛嫌いする仕事で金を稼ぐ者が多かったためである。
しかし後にマルクスはルンペンプロレタリアートの範囲を拡張させている。『フランスにおける階級闘争』（1850年）の中では最富裕層である金融ブルジョワジーを「ブルジョワジーの上層に再生したルンペン・プロレタリアート」と定義している。「生産せずに既存の他人の富を誤魔化して金持ちになる」とされたためである。また『ルイ・ボナパルトのブリュメール18日』ではルンペンプロレタリアートを「あらゆる階級の中のクズ、ゴミ、カス」と呼んでいる。
結局、最終的には「政治的に変節しやすい」あるいは「犯罪に走りやすい」ことのみがルンペンプロレタリアートの基準となっていたようである。ルンペンプロレタリアートは「信用ならない」「反革命の温床になる」と『共産党宣言』にて位置づけられ、共産主義運動から退けた。
この背景にはルイ・ボナパルトのクーデターがフランス第二共和政を崩壊させてしまったことから来るマルクスの憤りが含まれている。ルイ・ボナパルトの支持者にはマルクスが「ルンペンプロレタリアート」と呼ぶ者が多く含まれていたし、フランス第二帝政をルンペンプロレタリアートによって支えられた体制として捉えていた。
マルクスらは、プロレタリアートだけが真に革命的な階級であり、その他の階級、つまり小工業者、小商人、手工業者、農民、ルンペンプロレタリアートは衰え没落すると蔑視した。思想史研究の太田仁樹によれば、マルクスらはプロレタリアートを歴史の進歩を体現する特権的な変革主体とみて、さらに自分たちを特権的なプロレタリアートと一体化させたが、これは左翼党派政治のなかで自分たちが特権的な位置を占めることを正当化しようとする論理であったし、それはマルクスらの他の党派への論争作法に明らかであると指摘する。

## バクーニンにおける評価
マルクスに対し、ルンペンプロレタリアートを革命の基盤として評価したのが、ミハイル・バクーニンである。バクーニンは、ルンペンプロレタリアートは貧困に苦しむ「下層の人々」であるが故に「ブルジョワ文明による汚染をほとんど受けておらず」、だからこそ「社会革命の火蓋を切り、勝利へと導く」存在であると捉えた。

## 日本の左翼運動とルンペンプロレタリアート
日本の新左翼に窮民革命論など、ルンペンプロレタリアートと連携する思想や動きもある。例えば、革命的労働者協会（解放派）の拠点労組には東京（山谷）、沖縄、大阪（釜ヶ崎）、福岡の日雇労働者組合が含まれている。